# エムロード (原子力潜水艦)
エムロード（フランス語：Émeraude, S 604）は、フランス海軍のリュビ級原子力潜水艦4番艦。艦名はエメラルドのフランス語読みに由来する。

## 艦歴
「エムロード」は、DCNシェルブール工廠で建造され1983年3月4日に起工、1986年4月12日に進水、1988年9月15日に就役しトゥーロン海軍基地に配備される。
1994年3月30日に原子炉の蒸気タービンポンプ区画で水蒸気爆発が発生し10名が死亡する事故が起きる。この後同年5月から1995年12月までアメティスト改正に対応した改修工事が実施される。2009年6月6日、エールフランス447便墜落事故に伴い推定事故海域にて機体の残骸やフライトレコーダーの捜索・回収を開始するが、6月26日に機体の残骸と遺体の捜索は打ち切られた。